# Monóxido de fósforo
El monóxido de fósforo es un compuesto inorgánico radical inestable con fórmula molecular PO. 
El monóxido de fósforo es uno de los pocos compuestos moleculares de Otras moléculas que contienen fósforo y que se han encontrado en el espacio son PN, PC, PC2, HCP y PH3. Se detectó en la capa circunestelar de VY Canis Majoris y en la región de formación estelar catalogada como AFGL 5142. Se ha descubierto que el compuesto se produjo inicialmente en regiones de formación estelar y se especula que fue transportado por cometas interestelares por todo el espacio exterior, incluida la Tierra primitiva.  
El monóxido de fósforo juega un papel en la fosforescencia del fósforo.

## Descubrimiento
En 1894, W. N. Hartley fue el primero en comunicar una observación de la emisión ultravioleta de un compuesto de fósforo, observación que posteriormente fue ampliada por Geuter. Se sabía que el origen de las líneas y bandas espectrales estaba relacionado con el fósforo, pero se desconocía su naturaleza exacta. En 1927, H. J. Emeléus y R. H. Purcell determinaron que la causa era un óxido de  
fósforo. Sin embargo, no fue hasta 1921 cuando P. N. Ghosh y G. N. Ball determinaron que el óxido era monóxido de fósforo.
Se cree que el monóxido de fósforo es la molécula de fósforo más abundante presente en las nubes interestelares El fósforo se identificó como un elemento cósmicamente abundante en 1998, después de que los investigadores hallaran una proporción cósmica de fósforo respecto al hidrógeno (P/H) de aproximadamente 3×10−7. A pesar de la elevada prevalencia del fósforo en las nubes interestelares, se habían identificado muy pocas moléculas portadoras de fósforo y se habían encontrado en muy pocas fuentes; el nitruro de fósforo (PN) y el radical libre CP se encontraron en una envoltura rica en carbono del IRC +10215 en 1987. Esto sugería que había que encontrar más moléculas que contuvieran fósforo en el espacio interestelar. Al examinar la envoltura rica en oxígeno de la estrella supergigante VY Canis Majoris (VY CMa), se detectó la presencia de PO. VY CMa se estudió utilizando el Telescopio Submilimétrico (SMT) del Observatorio de Radio de Arizona (ARO). El telescopio fue capaz de observar las frecuencias de rotación de PO. El SMT de 10 m del ARO fue capaz de medir las transiciones rotacionales de PO, mostrando las líneas de emisión J=5,5→4,5 a 240 GHz y J=6,5→5,5 a 284 GHz hacia la estrella evolucionada, cada una consistente en dobles lambda bien definidos. Desde la detección de PO en la envoltura de la supergigante VY CMa en 2001, se ha encontrado PO en muchas más nubes interestelares y se encuentra en abundancia alrededor de conchas ricas en oxígeno. 

## Formación
El PO se forma cuando el fósforo se quema en presencia de oxígeno u ozono. Es una molécula transitoria que se observa en llamas calientes y que también puede condensarse en una matriz de gas noble. El PO puede formarse en una matriz de gas inerte durante la fotólisis de P4S3O, un oxisulfuro de fósforo. 
En la Tierra, el monóxido de fósforo puede prepararse para su estudio pulverizando ácido fosfórico sobre una llama. Dado que el gas acetileno comercial contiene fosfina, una llama de oxiacetileno también tendrá bandas de emisión de PO débiles en su espectro. En la llama, el PO se oxida de nuevo a P4O10. 

## Reacciones

### Fosforescencia
Al oxidarse, el fósforo blanco emite un resplandor blanco verdoso. Este resplandor se produce cuando el PO se oxida mediante una de estas reacciones: PO + O• → PO2; o PO + O2 → PO2 + O•.
Las posibles formas en que aparece el PO en este proceso son la ruptura de la molécula de P2O, que a su vez puede proceder del P4O.

### Ligando
El monóxido de fósforo puede actuar como ligando en elementos de transición como el molibdeno, el rutenio y el osmio. El fósforo forma un enlace triple con el metal. El primero que se descubrió fue en un clúster de níquel y wolframio. El cúmulo WNi2P2 se oxidó con peróxido para dar lugar a una μ₃-coordinación, en la que cada átomo de fósforo está unido a tres átomos de metal.

## Propiedades

### Enlace
El monóxido de fósforo es un radical libre con fósforo doblemente unido al oxígeno y con un electrón de valencia desapareado. El orden de enlace es de aproximadamente 1,8.  El enlace P=O en PO tiene una energía de disociación de 6,4 eV.  La longitud del doble enlace del PO es 1,476 Å y el PO libre muestra una frecuencia vibracional infrarroja de 1220 cm−1 debido al estiramiento del enlace.  La naturaleza de radicales libres del PO lo hace altamente reactivo e inestable en comparación con otros óxidos de fósforo que han sido oxidados aún más.

### Espectro
El espectro visible y ultravioleta del monóxido de fósforo presenta tres bandas importantes. Hay una banda continua cerca de 540 nm. La banda β, cerca de 324 nm, se debe a la transición D2Σ→2Π. El sistema γ tiene bandas cerca de 246 nm debidas a una transición A2Σ→2Π. Los picos de esta banda se producen a 230, 238, 246, 253 y 260 nm en el ultravioleta. Todas estas bandas pueden ser de emisión, absorción o fluorescencia, según el método de iluminación y la temperatura. También existe un estado C'2Δ. 
La banda del sistema γ se puede dividir en subbandas según las diferentes transiciones vibracionales. (0,0), (0,1) y (1,0) son designaciones para las subbandas producidas por la transición entre dos estados de vibración, a medida que ocurre la transición electrónica. Cada uno de ellos contiene ocho series denominadas ramas. Estos son oP12, P2, Q2, R2, P1, Q1, R1 y sR21 . 

### Molécula
El potencial de ionización del PO es 8,39 eV. Cuando se ioniza, el PO forma el catión PO+. La afinidad electrónica adiabática del PO es 1,09 eV. Al ganar un electrón se forma el ion PO−. 
El valor de la constante de estructura atómica, también conocida como constante de Bohr (re), en el estado fundamental es de 1,4763735 Å.
El momento dipolar de la molécula es de 1,88 D y el átomo de fósforo tiene una ligera carga positiva de 0,35 del electrón.